# ICMP
Protokol ICMP (angleško Internet Control Message Protocol) se uporablja, kot že ime pove, za pošiljanje nadzornih sporočil in sporočil stanja internet omrežja. Pakete ICMP razlikujemo po tipu sporočila, ki ga nosijo, to je lahko zahteva, odgovor na zahtevo, statusna informacija in vrsta napake.
Ti paketi ne vsebujejo izvornih in ciljnih vrat, pač pa tip sporočila, ki imajo številske oznake!
Tipi ICMP paketov:
o Echo Request
o Echo Reply (odgovor na ICMP Echo Request)
o Timestamp